# Стоян Антонов
Стоян Бинев Антонов (Андонов) е български духовник и революционер, деец на Вътрешна македоно-одринска революционна организация.

## Биография
Стоян Антонов е роден в прилепското село Витолище, тогава в Османската империя, днес в Северна Македония. Негов баща е Бине Антонов, възпитаник на Солунската българска мъжка гимназия, а брат му е Кръстьо Андонов. Учи свещенически курс към Скопското българско педагогическо училище. Присъединява се към ВМОРО и участва в отпора срещу Гръцката въоръжена пропаганда в Македония.